# 奥卡尼亚 (托莱多省)
奥卡尼亚，是西班牙卡斯蒂利亚-拉曼恰托莱多省的一个市镇。总面积148平方公里，总人口6441人（2001年），人口密度44人/平方公里。